# B.I
B.I, pseudonimo di Kim Han-bin (김한빈?, 金韓彬?, Gim Han-binLR, Kim HanpinMR; Gyeonggi, 22 ottobre 1996), è un rapper, cantautore e produttore discografico sudcoreano.
Ha fatto apparizioni su Win: Who Is Next nel 2013, Mix & Match e Show Me The Money nel 2014. Nel 2015 ha debuttato come leader nel gruppo musicale Ikon. Nel 2021 debutta come solista con l’album Waterfall.

## Biografia
B.I è nato con il nome di Kim Han-bin il 22 ottobre 1996 a Gyeonggi-do, Corea del Sud. Nel 2009, B.I fece la sua prima apparizione presentando e partecipando a promozioni per il singolo Indian Boy di MC Mong, dove apparve anche nel video musicale, seguì un'apparizione cameo nel video musicale di MC Mong, Horror Show. Poco dopo B.I si è unito alla YG Entertainment come apprendista nel gennaio 2011.

### 2013–2014:Win: Who Is NexteShow Me the Money 3
Dopo oltre due anni di allenamento, B.I ha preso parte al programma Win: Who Is Next come concorrente sotto il Team B. Lo spettacolo ha portato alla vittoria del Team A, tornando così all'allenamento sotto l'etichetta, YG Ent. Il 14 maggio 2014 è stato rivelato che B.I e Bobby avrebbero gareggiato nel programma Show Me the Money 3. Durante il programma, B.I pubblicò il singolo Be.I, diventando presto il primo singolo dello show a scalare le classifiche.
A settembre 2014, il Team B è tornato a competere al programma Mix & Match. Lo spettacolo ha portato al debutto del Team B al fianco del tirocinante Jung Chan-woo con il nome di Ikon. Nell'ottobre 2014, B.I è apparso nel singolo Born Hater degli Epik High, al fianco di Beenzino, Verbal Jint, Bobby e Winner's Mino, la traccia è stata eseguita insieme ai Mnet Asian Music Award del 2014.

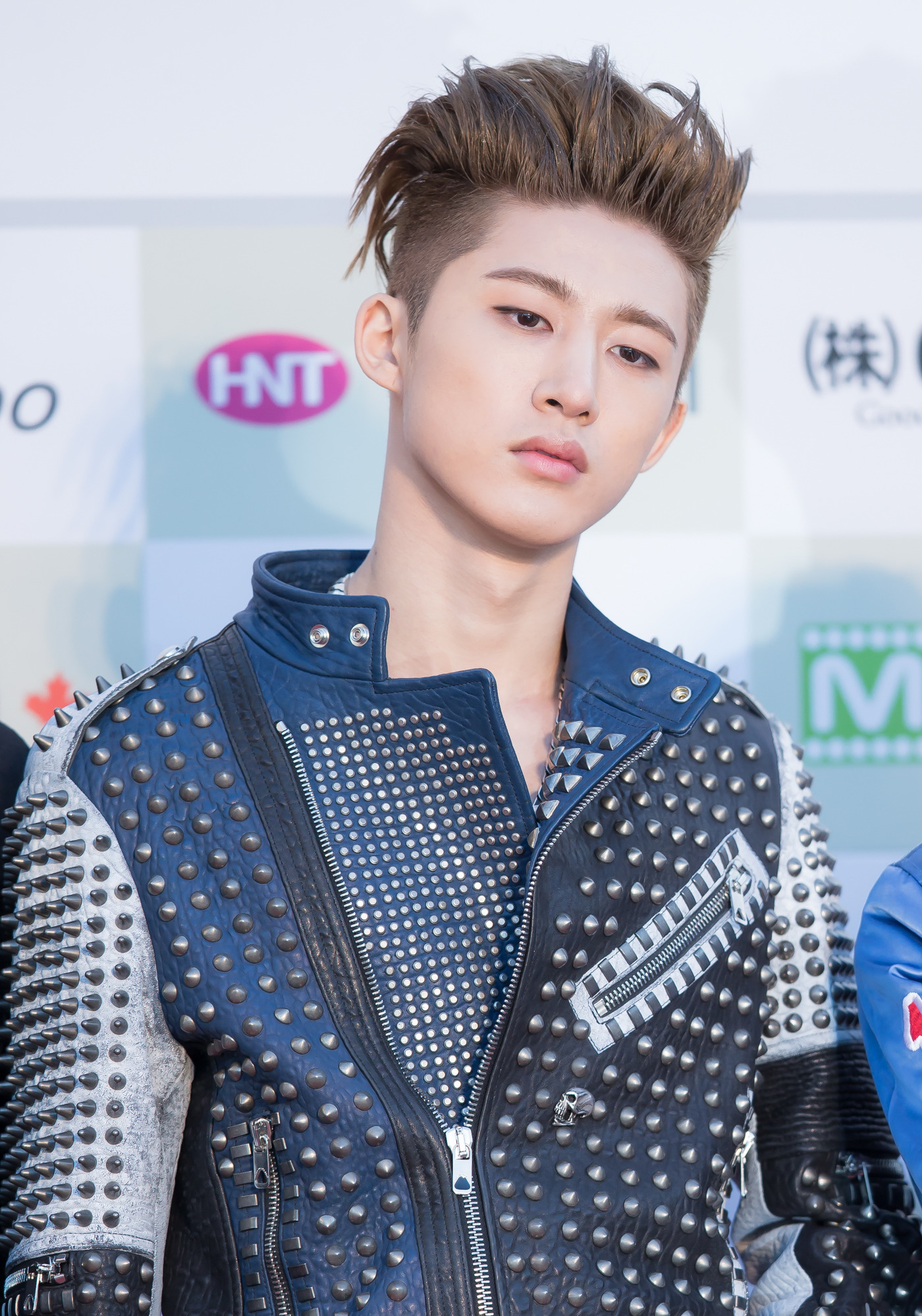
B.I sul red carpet dei Circle Chart Music Award nel 2016

### 2015–2019: debutto con gli Ikon e uscita dal gruppo
Il 15 settembre 2015 gli Ikon hanno pubblicato il singolo My Type, seguito poi dai singoli Rhythm Ta e Airplane. La prima apparizione del gruppo musicale è stata su Inkigayo il 4 ottobre 2015, ricevendo così contemporaneamente la loro terza vittoria con My Type. Nel dicembre 2015, B.I e il collega Jinhwan si sono uniti al cast di Mari and I. Nel giugno 2017, B.I insieme al membro Bobby hanno realizzato una canzone, Bomb, compresa nell'album in studio di Psy Psy 8th 4X2=8.
Nel dicembre 2018, B.I ha ricevuto il premio Songwriter of the Year alla decima edizione dei Melon Music Award. Il 7 maggio 2019 è stato rivelato che B.I si sarebbe unito al cast di Grand Buda-Guest. La B.I ha partecipato al brano No One di Lee Hi, oltre a aver partecipato alla produzione di singoli 1,2 dal suo EP intitolato 24°C, pubblicato il 30 maggio 2019.
Il 12 giugno 2019, B.I ha annunciato la sua uscita dagli Ikon tramite un post sul suo account Instagram dopo che l'agenzia di stampa Dispatch aveva scoperto alcuni messaggi di KakaoTalk risalenti a tre anni prima, i quali mostravano il suo tentativo di acquistare marijuana e LSD da un rivenditore femminile ignoto. B.I fu inoltre accusato di eludere le accuse della polizia.
I messaggi descrivevano presumibilmente una conversazione tra B.I e il rivenditore, in cui il cantante avrebbe chiesto uno sconto all'ingrosso e il rivenditore lo avrebbe avvertito degli effetti dell'assunzione di droghe. B.I pubblicò una lettera sul suo account Instagram confermando che i messaggi erano veri e spiegando che stava attraversando "un periodo difficile e doloroso" e che voleva quindi qualcosa su cui fare affidamento. Tuttavia, negava di aver effettivamente assunto qualsiasi droga. Quello stesso giorno, l'agenzia degli iKon, la YG Entertainment, annullò il contratto di B.I., e le sue apparizioni nei programmi televisivi Law of the Jungle, Grand Buda-Guest e Stage K furono eliminate.
Il 14 giugno 2019, è stato rivelato che lo spacciatore avrebbe consegnato le droghe a B.I e che le avrebbe prese insieme a lui, ma che è stato poi convinto dal capo della YG Entertainment, Yang Hyun-suk, a coprire il fatto depistando le indagini della polizia. A seguito dell'accusa, Yang si è dimesso da tutte le sue posizioni nella società. Il rivenditore si è poi rivelato essere Han Seo-hee, una ex trainee già coinvolta in problemi di droga con T.O.P dei Big Bang; Han Seo-hee ha ricevuto quattro anni di libertà vigilata nel 2017.

### 2021: debutto da solista
Il primo giugno 2021 debutta come solista con l’album waterfall sotto l’etichetta discografica fondata da lui 131 label in collaborazione con IOK Company del quale è executive director. Il video della canzone principale dell'album, 해변 (illa illa), ha battuto il record del video musicale di debutto di un solista uomo k-pop più visto nelle prime 24 ore; diventando, poi, anche il video musicale di debutto di un solista uomo k-pop più veloce a raggiungere 10 milioni di visualizzazioni su YouTube.

## Discografia

### Da solista
- 2014 – BE I
- 2015 – Anthem (con Bobby)
- 2021 - 해변 (illa illa)
- 2023 – TO DIE FOR

#### Collaborazioni
- 2009 – Indian Boy (MC Mong, Duble Sidekick feat B.I)
- 2014 – Born Hater (Epik High, Beenzino, Verbal Jint, Mino, Bobby feat. B.I)
- 2017 – Bomb (Psy, Bobby feat. B.I)
- 2018 – Mollado (Seungri feat. B.I)
- 2019 – No One (Lee Hi feat. B.I)
- 2021 - Acceptance Speech (Epik High feat. B.I)

### Album in studio
- 2015 – Welcome Back
- 2018 – Return
- 2021 - Waterfall

## Programmi televisivi
- WIN: Who Is Next (Mnet, 2013) – Concorrente[5]
- Show Me the Money 3 (Mnet, 2014) – Concorrente[5]
- Mix & Match (Mnet, 2014) – Concorrente
- Mari and I (JTBC, 2015) – Membro del cast[10]
- Law of the Jungle (SBS, 2019) – Membro del cast
- Grand Buda-guest (JTBC2, 2019) – Membro del cast[12]

## Riconoscimenti
- Melon Music Award
  - 2018 – Cantautore dell'anno[11]